# Cmentarz żydowski w Koniecpolu
Cmentarz żydowski w Koniecpolu – kirkut mieścił się przy ul. Zachodniej 30. W czasie okupacji został doszczętnie zniszczony przez nazistów. Po 1945 r. częściowo na jego terenie wybudowano budynki mieszkalne i przemysłowe. Na terenie około 0,5 ha nie zachowała się żadna macewa.